# Rockinghamia angustifolia
Rockinghamia angustifolia är en törelväxtart som först beskrevs av George Bentham, och fick sitt nu gällande namn av Airy Shaw. Rockinghamia angustifolia ingår i släktet Rockinghamia och familjen törelväxter. Inga underarter finns listade i Catalogue of Life.